# いしいそうたろう
いしい そうたろう（1974年2月12日 - ）は。吉本興業所属のお笑い芸人。東京都荒川区出身。東京NSC2期生。帝京大学卒業。
2009年12月から2019年12月まで「ぴっかり高木といしいそうたろう」というコンビで活動していた。よしもと山梨県住みます芸人。父は映画監督の石井てるよし。

## 来歴・人物
あなたの街に住みますプロジェクトで、山梨県を担当。現在山梨県在住。身長177cm、体重66kg。血液型A型。既婚で妻と2人の娘がいる。
コンビ「トランジスタタイム」時代は銀座7丁目劇場で活動し、ロンドンブーツ1号2号や品川庄司とともに期待されていた。当時の相方・河原純二は雷波少年に巨人ファン芸人として出演していた。
解散後は役者として藤森俊介らと劇団「ダムダム弾団」を結成し、活動していた。2008年からピン芸人として活動。
2009年12月より、ぴっかり高木と「ぴっかり高木といしいそうたろう」というコンビを結成。
2012年6月、南巨摩郡富士川町より、「富士川町いいとこじゃん課アピール係 係長」に任命された。
2013年8月27日より、山梨県の「やまなし大使」に就任。
2019年末をもって「ぴっかり高木といしいそうたろう」を解散することを発表し、コンビ解散後もいしいは引き続き山梨を拠点に活動。高木は東京を拠点に活動する。
2020年12月、活動自粛を発表。
2021年6月、活動復帰を発表。
2022年10月、道の駅富士川の駅長に就任した。

## 芸風
ピンで活動するときは佐藤浩市のモノマネをする事が多い。BGMにジョージ・ベイカーの「リトル・グリーンバッグ」を使用し、後ろ姿から振り返りナイフを舐める。そこから「佐藤浩市が絶対言わないシリーズ」と題して佐藤が言わなさそうなことを言うというネタをする。

## エピソード
2015年9月、レギュラーを務める『はみだし しゃべくりラジオ キックス』番組内において、「八杯イベント」のスコーパーコーナー中継中に、スタジオを飛び出して「八杯イベント」に挑戦。結果、みごとにそば八杯を食べきったうえ、その無謀なオーダーでの完食は過去に例が無く、特別賞に選ばれている。また、その模様は動画がアップされていた。
2022年6月10日、『はみだし しゃべくりラジオ キックス』番組内において、「時の記念日企画」として山梨市の藤原時計店にて567ピースのパズルに挑戦した。リスナーは何分で完成させられるかを予想し応募した。なお、完成したパズルは藤原時計店に展示されていたが、後に「いしいそうたろうのチューチューレディオ」のリスナーにプレゼントされた。
2022年10月29日に開催された第49回信玄公祭り〜世界最大の武者行列〜に、甲州軍団 山の6番隊「山本勘助晴幸隊」の副将として出陣し、自身がパーソナリティを務めるラジオ番組『はみだし しゃべくりラジオ キックス』、『いしいそうたろうのチューチューレディオ』のリスナーとともに、甲府市中心部を甲冑姿で練り歩いた。
2022年11月27日放送の『Cheeky's channelアワード【2022年11月】』にて月間大賞を受賞した。
2023年2月1日-3日に、北海道観光振興機構が主催する他県連携相互送客促進事業（道外地方空港所在地域からの旅行商品造成助成事業）の一環として、信州まつもと空港・新千歳空港発着のフジドリームエアラインズ便で北海道旅行に行き、YBSラジオ『はみだし しゃべくりラジオ キックス』（2月1日、2日）、『ひる前らじお うるさごぜん』（2月3日）番組内でレポート中継を行った。また2日夜には自身のYoutubeチャンネル『いしいさんチャンネル』で生配信を行った。
2023年4月22日、吉本興業グループの「エリアプロジェクト」の一環として、駅長を務める道の駅富士川にて、「富士川町いしいフェス2023」を開催した。開催に先立ってクラウドファンディングを実施したところ、サポーター83人から目標の500,000円を超える668,000円の支援を集めた。
2023年10月14日、道の駅富士川駅長就任1周年記念イベントが開催された。
2024年7月13日、道の駅富士川10周年記念「第2回いしいフェス2024」を開催した。前年同様にクラウドファンディングを実施したところ、サポーター109人から目標の800,000円を超える830,000円の支援を集めた。
2025年7月12日、道の駅富士川にて「第3回いしいフェス2025」を開催した。

## 出演

### テレビ

#### レギュラー
- Cheeky's a GoGo!【関東・甲信】〜行く・見る・味わう・楽しいニッポン〜（BSよしもと、2022年3月 - 2023年6月）※木曜日
- キクテレミルラジ265（BSよしもと、2023年7月 - ）※不定期レギュラー出演
- ヤマナシプロデュース（山梨放送、2011年10月1日 - 2013年3月30日[27]）※月1コーナー「ご近所ツーリズム」に出演
- ささらほうさら虎ベラーず（峡東ケーブルネット11ch、2013年5月6日 - 2014年10月[27]）
- めた!ウォーク（富士川CATV、2013年7月 - 2014年10月[27]）
- 地域の魅力再発見（CATV富士五湖、2015年4月 - 2016年3月[27]）
- ててて!TV（山梨放送、2013年4月4日 - 2020年11月23日）

#### 単発
- ふるさとお礼の逸品（NNS日本ネットワークサービス、2023年10月）[28]
- 爆笑!ものまねウォーズ （TBS系）
- 日10☆演芸パレード（TBS系）
- イロモネア（2016年1月2日、TBS系）

- テレビドラマ「ローカルアナのさがしもの」（山梨放送開局70周年記念ドラマ・本人役）[29]

### ラジオ

#### レギュラー
- はみだし しゃべくりラジオ キックス（YBSラジオ）
  - 水曜日担当（2013年4月 - 2020年11月25日）
  - 月曜日担当（2022年4月4日[30] -  ）
- いしいそうたろうのチューチューレディオ（YBSラジオ、2021年9月28日[31] -  ）

- 土曜ワイド酒折倶楽部（エフエム甲府、2012年4月[27] - ???）
- ブーブーレディオ/Boo Boo Radio（YBSラジオ、2012年10月6日 - 2013年3月30日[27]）
- Talk魂765 Go!Go!イチ（YBSラジオ）
  - コーナー「時の大辞典」（2011年10月11日 - 2013年3月26日[27]）※月1回火曜に30分ほどのコーナー
  - コーナー「ふにゅ洗弁天」（2012年9月7日 - 2012年12月28日[27]）※毎週金曜に10分ほどのコーナー

#### CM
- 藤原時計店[32]（2011年 - ）

## 演劇ユニット「ストーンゴッド」としての活動
シンガーソングライター・神部冬馬と演劇ユニット「ストーンゴッド」を結成し、舞台公演やトークライブを行っている。演出家としては本名の石井壮太郎名義である。

### 舞台
- 第1回公演『SORRY BABY』(2016年2月20～21日 甲府桜座) [34]
- 第2回公演『COME HERE』（2017年1月26～28日 甲府桜座）[35]
- 第3回公演『開府しちゃうぞ！』（2018年12月15日～16日 甲府桜座、こうふ開府500年企画提案事業）[36]
- 第4回公演『醸造しちゃうぞ〜葡萄郷奏曲〜』（2020年3月13～14日 山日YBSホール）[37]

### トークライブ
- 無尽会 其の壱『辱め』（2017年6月13日 cafe&gallery富雪）[38]
- 無尽会 其の弐『＄大人の事情＄』（2017年8月23日 Feel Rock CAFE）[39]
- 無尽会 番外編ハロウィンスペシャルナイト『悪夢のおもてなし』（2017年10月29日 SAM'S BAR Chai Chai）[40]
- 無尽会 vol.4『熱 ～セルフプロデュース論～』（2018年6月21日 文化のるつぼ へちま、ゲスト・大谷ノブ彦）[41]
- 無尽会 其の伍『ラーメン愛は地球を救う』（2019年1月23日 めん祭）[42]
- 無尽会 其の六『明るい家族計画』（2019年1月23日 めん祭）[43]
- ダイノジ大谷とストーンゴッドのトーク夜会（2019年7月10日 文化のるつぼ へちま、ゲスト・大谷ノブ彦）[44]
- トーク夜会 集え！笑え！遊べ！（2020年11月26日 文化のるつぼ へちま、ゲスト・大谷ノブ彦）[45]

ストーンゴッド名義ではないものの、ダイノジ大谷の主催するトークライブにいしい、神部がゲスト出演することもある。

## 道の駅富士川 駅長としての活動
来歴・人物の項でも記載されているとおり、2022年10月より、山梨県南巨摩郡富士川町にある道の駅富士川の駅長としても活動している。就任以前も道の駅富士川でイベントが開催される際は、山梨県住みます芸人として司会をしたり、お笑い芸人としての活動をしているが、2022年4月に敷地内にオープンしたバウムクーヘン専門店ARURAの新商品（『クーニャンゆず』、『クーニャンプレーン』、『クーワン』）をプロデュースしたり、実際に自分で焼いたり、売り場に立って来客対応をしたり、知名度向上に一役買っている。
2024年2月24日、道の駅富士川、山梨県立青洲高校およびいしいが協力し、富士川町の郷土料理「みみ」を使った新商品『みみっプス』の発売を開始した。
2024年7月13日、ワインを作る際に出る葡萄の皮や種など、ポリフェノールやオレアノール酸等の栄養素を含んだ「ワインパミス」を使用したアイス『いしいさんちのもなかアイス』の発売を開始した。